# 中塚響也
中塚 響也（なかつか　きょうや、1888年（明治21年）8月31日 - 1945年（昭和20年）5月28日）は日本の俳人。本名は謹太郎。

## 経歴
岡山県浅口郡玉島町（現・岡山県倉敷市）に生まれる。中塚一碧楼の妹と結婚。河東碧梧桐に師事。「乱礁会」「水曜会」を結成。義兄・一碧楼の「自選俳句」に参加。「海紅」に参加したが俳壇を離れた。1935年、定型俳誌「渚」を発刊したが1940年に廃刊となった。